# 有翡
《有翡》（英語：Legend Of Fei），2020年中国大陆古裝剧，改編自Priest的小说《有匪》，但因「匪」字不能過審改稱「有翡」。由吴锦源执导，赵丽颖、王一博领衔主演，2019年9月16日开机，2020年4月28日殺青。本劇於2020年12月15日在湖北影视頻道首播，其後於同年12月16日在騰訊視頻、WeTV獨家播出。2021年2月17日騰訊前台正式統計量破51.2億，均集破億，成績亮眼，海外更收穫一片好評。

## 播出时间
| 频道              | 所在地   | 播出日期                    | 播出时间                                              | 备注 |
| ----------------- | -------- | --------------------------- | ----------------------------------------------------- | --- |
| 湖北影视頻道      | 中国     | 2020年12月15日              | 每晚22：40                                            | |
| 騰訊視頻          | 中国     | 2020年12月16日-2021年2月3日 | 每週一至週每週一至週四 20：00                         | 12月16日开播福利 VIP会员：09：00更8集，20：00更2集 非会员：09：00更1集，20：00更1集 往后每周一至四20：00更新2集，会员抢先看8集 12月31日开启超前点播 |
| WeTV              | 臺灣     | 2020年12月16日-2021年2月3日 | 每週一至週每週一至週四 20：00                         | 12月16日开播福利 VIP会员：09：00更8集，20：00更2集 非会员：09：00更1集，20：00更1集 往后每周一至四20：00更新2集，会员抢先看8集 12月31日开启超前点播 |
| myTV SUPER C-Club | 香港     | 2020年12月16日-2021年2月3日 | 每週一至週每週一至週四 20：00                         | |
| Astro全佳HD       | 马来西亚 | 2020年12月21日              | 每晚 19:00 - 20:00                                    | |
| E樂               | 新加坡   | 2021年2月2日                | 每週一至三晚 10:10                                    | 2021年1月8日起搶先看，全集更新已上线 |
| 網台雙聯播        |          | 2021年3月23日               | 21:00                                                 | |
| 網台雙聯播        | 泰國     | 2021年7月23日               | 21:00                                                 | |
| 網台雙聯播        | 日本     | 2022年1月23日               | 21:00                                                 | |
| J2                | 香港     | 2023年11月6日               | 每週一至五晚 19:30 - 20:30 每週六至日晚 19:00 - 20:00 | TVB粵語配音版 12月11日起改為星期一至五 19:30 - 20:30及星期六 19:00 - 20:00                                                                          |
| 八大戲劇台        | 臺灣     | 2024年3月21日-2024年5月30日 | 每週一～五 21:00~22:00                                | |

## 演员列表

### 领衔主演
| 演員                             | 角色 | 介紹 | 原版配音 | 香港配音（TVB）                  | 備註                                                            |
| 赵丽颖 童年：陈翊瞳              | 周翡 | 破雪刀（南刀）第三代继承人 周以棠、李瑾容之女，李徵的外孙女 江湖女侠，綽號周断刀、周迷路、水草精(謝允專稱)、小翡翡（霓裳夫人专称） 兵器：望春山、碎遮、熹微、幽篁，为人正直，善良，勇敢。喜欢谢允。在谢允昏迷的时候，去雪山采火莲和去南疆取朱明草来压制谢允透骨青的毒。在四十八寨李瑾容中毒之后和谢允、吴楚楚、李晟、李妍、杨瑾和应何从去大药谷寻找海天一色。最后打败了沈天庶，灭地煞山庄，天下太平，後練就絕世神功破雪刀“無常”，并在四十八寨成为传授武功的老师。 | 刘蕊     | 陳皓宜                           |                                                                 |
| 王一博 童年：周俞辰 少年：李昊洋 | 谢允 | 真实身份为前朝皇帝蕭川、千岁忧 字霉霉（安之），號想的開居士 端懿太子遗孤、師出蓬萊，武功绝学有风过无痕和推云掌，身中透骨青十餘年 外表俊朗清隽，轻功出神入化，为人风趣，天下的奇闻无所不知，海天一色的主人，然而他却不走寻常路，为人标新立异，是一个有点儿腹黑毒舌的人。虽然有时给人的感觉是干啥啥不行，嘴贱第一名，但其实很可靠。喜欢周翡。他有皇帝的心智，但是没有皇帝的心。他表面和风趣的背后其实是经历的一些事情之后早就对天下谁是皇帝已经没有任何的在意只想好好的活着。为周翡而使用推云掌导致透骨青毒发，后已解。因为周翡的断了刀心里愧疚，为周翡打造一把熹微和幽篁的刀。在四十八寨李瑾容中毒之后和周翡，吴楚楚，李晟，李妍，杨瑾和应何从去大药谷寻找海天一色。最后打败陆天旷，灭地煞山庄，天下太平，并在四十八寨成为教书先生。 | 胡良伟   | 李凱傑 童年：劉惠雲 少年：陸惠玲 | 原著中為趙明允，身份為南端王 劇中改為蕭川，身份為南梁末代皇帝。 |

### 主演
| 演員                | 角色     | 介紹 | 原版配音 | 香港配音（TVB）     | 備註 |
| 张慧雯              | 吴楚楚   | 忠武将军吴费之女，溫柔賢淑，舉止端莊的大家閨秀。 為逃離地煞追殺，欲投奔四十八寨的路途上，與周翡感情極好，後李晟多次捨命相救，漸漸培養出感情。后在四十八寨处理天下的武功典籍。 | 刘曼     | 張頌欣              | |
| 陈若轩 童年：季承   | 李晟     | 周翡的表哥，李徵长孙，李妍的哥哥，聰明善於謀略，對於陣法有天賦 虽心高气傲，但也善良真实。作为周翡的表哥，李晟从小就和周翡不和，对于周翡的表现耀眼很是吃醋。但他也清清楚楚的不甘，堂堂正正的不忿，最终在险恶江湖中洗掉一身浮躁，兄妹携手成长，在大义和大非面前彻底放下心结。后掌管四十八寨的寨务。                                                                                  | 孙郎朗   | 陳耀楠 童年：陳琴雲 | |
| 孙坚 童年：杨景天   | 殷沛     | 山川剑殷闻岚之子，紀云沉之養子 性格不可一世 家破人亡後由紀云沉撫養長大，一生的悲劇由他性格造成。 後在齊門過量服用鳳凰丹後性格扭曲。服用鳳凰丹後雖武功大進但只要不服便會十分痛苦。喜歡吳楚楚，多次出手相救。 自稱清暉真人，從童天仰口中得知自己是李徵與霓裳夫人所救之死胎 名沛字是身上的一枚佛牌而得名。 在一次打鬥中，幫周翡擋下童天仰的攻擊而死，也因此讓周翡李晟順利剿殺童天仰。 | 杨天翔   | 李致林 童年：羅孔柔 | |
| 周洁琼 童年：范世熙 | 李妍     | 周翡的表妹，李徵的孙女，李晟的妹妹 綽號李大狀 和杨瑾还有应何从一起走南闯北。后与杨瑾一起去南疆。 | 曾梦玉   | 羅孔柔              | |
| 张昕宇              | 杨瑾     | 擎云沟又稱小藥谷掌門 斷雁十三刀 性情暴躁衝動， 李妍稱其绰号作“杨黑炭” 佩刀斷雁 因想與南刀傳人比試刀法，誤打誤撞與李妍漸行漸近 喜歡李妍。和李妍还有应何从一起走南闯北。后与李妍一起去南疆。 | 羊仔     | 張方正              | |
| 冷纪元 童年：董思辰 | 应何从   | 大藥谷最後的傳人 為人天真率直，卻異常堅持 人稱毒郎中，擅養蛇控蛇 後同周翡一起救治謝允。暗戀李妍 和李妍还有杨瑾一起走南闯北。 | 李昕     | 關令翹              | |
| 宗峰岩              | 周以棠   | 甘棠公 周翡的父亲，李瑾容的丈夫，王麟將軍麾下 | 王秋明   | 雷霆                | |
| 王婉娟 青年：钱芊伊 | 霓裳夫人 | 羽衣班主，海天一色見證者之一 江湖上的戲班，每一任班主都叫“霓裳” 現任霓裳夫人原名婉兒，性子有些火爆 目睹山川劍和破雪刀的比試，打造兩把形似的刀劍紀念。刀為「望春山」後贈予周翡。絕學為「浮波手」，曾用於救治周翡內傷，並讓兩股真氣融合穩定。 | 雪萌     | 曾秀清 青年：凌晞   | |
| 阮圣文              | 纪云沉   | 北刀（斷水纏絲）傳人 關鋒的弟子，殷沛之養父 躲避青龍主追殺期間，與周翡文鬥並傳授周翡斷水纏絲，與青龍主一戰中，因使用「搜魂針」逼出恢復功力，殺完青龍主便逝去。 |          | 黃啟昌              | |
| 刘金龙              | 徐舵主   | 行腳幫幫主 | 湯水雨   | 翟耀輝              | |
| 李朵                | 白先生   | 陳子琛下屬 ，前身為行腳幫長老，善於易容術。 |          | 葉振聲              | |
| 郑皓原              | 殷闻岚   | 山川剑，出身名门 与李徵和霓裳夫人是好友。收養殷沛為子。 | 荆俊威   | 雷霆                | |
| 李昂                | 闻煜     | 飛卿將軍 追隨謝允。現為甘棠公副將，後遭沈天庶殺害。 | 楊默     | 李錦綸              | |
| 成国栋              | 冲霄子   | 齊門的掌門 於黑牢被周翡所救，並把蜉蝣陣法教於她。後於前往霍家堡途中救下李晟，並將奇門遁甲之術傳授給他 曾救助殷沛，後因殷沛過量服用鳳凰丹而被其殺害。 | 趙述仁   | 張炳強              | 原著中為齐霄                                                                                              |
| 王星瀚              | 鱼老     | 四大殺手之一，鸣风楼掌门 寇丹师叔，李瑾容之師叔，周翡之師公 常年于洗墨江镇守“牽機陣”，是个十分讲求整齐划一的人。 後被寇丹所殺。 | 宣晓鸣   | 葉振聲              | |
| 胡释之              | 封无言   | 四大殺手之一，黑判官。 齊門逐出師門的弟子，為沖霄子的師弟，也是上一代齊門掌門之子。 |          | 蘇強文              | |
| 范哲琛              | 谷天显   | 地煞山莊的二莊主---巨豹煞 在大藥谷尋找海天一色時，與陸天曠產生嫌隙而使周翡得以坐收魚翁之利。後周翡挾持他時被陸天曠殺死，為地煞庄主中第五個死的。 |          | 張錦江              | 原著中身份為谷天璇,七大北斗之一（巨门星），曹仲昆的手下 劇中改為谷天显，身份改為地煞                      |
| 陈昱同              | 仇天晋   | 地煞山莊的三庄主--祿犬煞 好熬鹰，出入必有猛禽随行 在華容縣因搜找吳楚楚身上的「長命鎖」，而殺了周翡師兄。後遇「兩刀一劍枯榮手」段九娘，繼而被周翡以刀砍死。是地煞庄主中第一個死的。 | 李璐     | 翟耀輝              | 原著中身份為仇天璣，七大北斗之一（禄存星），曹仲昆的手下 劇中身份改為地煞三庄主仇天晋，與大庄主不睦已久。 |
| 景岗山              | 楚天瑜   | 地煞山莊的四莊主--玄雀煞 原為前朝的一名中官，後背叛朝廷加入地煞。 在霍家堡的滅煞大會上被周翡、謝允及應何從聯手所殺，是地煞庄主中第二個死的，同時是謝允不惜代價使出推雲掌的元凶之一。 |          | 陳卓智              | 原著中身份為楚天权，七大北斗之一（文曲星），曹仲昆的手下 劇中改為楚天瑜                                   |
| 戴笑盈              | 胡天瑛   | 地煞山莊的五莊主--怜蜃煞 擅長用毒卻不會解毒，不善武功。謝允透骨青始作俑者 自背叛大藥谷後投奔地煞 傾慕沈天庶，後在寒水鎮受傷被沈天庶拋下，死於周翡之手，是地煞庄主中第四個死的。 | 景妍     | 魏惠娥              | |
| 魏炳桦              | 童天仰   | 地煞山莊的六莊主--赤蛐煞 曾為奪取水波紋信物，而被年幼的周翡戳瞎一隻眼。聽信殷沛吃了鳳凰丹，而道出殷沛真正身世，後於柳家莊被周翡和李晟殺死，是地煞庄主中第三個死的。 | 李嘉祥   | 鄧志堅              | 原著中身份為童開陽，七大北斗之一（武曲星），曹仲昆的手下 劇中改為童天仰                                   |
| 王会来              | 陆天旷   | 地煞山莊的七莊主--聞牛煞 又稱雪狼。雪山中的孤兒，曾為憐蜃所救而將其視為如親姐姐般的重要。 於最終一役被謝允的推雲掌所殺。 |          | 曹啟謙              | 原著中身份為陸搖光，七大北斗之一（破軍星），曹仲昆的手下 劇中改為陆天旷                                   |
| 王羿均              | 俞聞止   | 柱國，貪生怕死，后被当朝皇帝赐死。 | 魏超     | 黃啟昌              | 原著中身份為曹仲昆                                                                                        |
| 郭鑫 儿时：刘奚子   | 木小乔   | 四象山朱雀主 百劫手 霍長風對其有恩。死於憐蜃之毒，在雪山和周翡交好，死前將慎獨印交予周翡。 | 莫然     | 梁偉德              | |
| 苑子艺              | 寇丹     | 鸣风楼殺手 鱼老之徒孙 因想重振鳴風樓而勾結地煞，用透骨青劇毒殺死魚老，背叛四十八寨。最後被周翡一刀殺死。 | 王瑜     | 劉惠雲              | |
| 黎明明              | 张晨飞   | 四十八寨之人 周翡之師兄 被仇天晉火燒客棧之時尚留一口氣，險些被地煞折磨之時被白先生以石子結束性命，免受侮辱。 | 齊斯伽   | 關令翹              | |
| 张家硕              | 陈子琛   | 當朝三皇子 謝允義弟，較為軟弱，對周翡一見鍾情。曾去四十八寨向周翡求亲，但是不成功。 |          | 陳灝瑋              | 原著中身份為趙明琛（前朝三皇子）、謝允之堂弟 劇中身份改為陳子琛（南陳三皇子）、謝允之義弟                 |
| 王新乔              | 朱晨     | 興南鏢局少主 興南門主的兒子 朱瑩的哥哥，曾受到周翡幫助，對周翡有好感。受殷沛蠱惑服下鳳凰丹，在柳家莊為救周翡而死。 |          | 胡家豪              | |
| 赵廷峪              | 邓甄     | 四十八寨之人 周翡之師兄。大當家極其信任，離寨時將守護四十八寨的重擔託付於他，後因得知王老夫人和晨飛的死，憤而與沈天庶的蒼狼對戰而被殺死。 | 鍾城     | 麥皓豐              | |
| 马进文              | 同明大师 | 蓬萊散仙 謝允的師父之一 。 |          | 朱子聰              | |
| 闫霖飞              | 马吉利   | 四十八寨的管家 被寇丹所殺。 |          | 陳卓智              | |
| 冯军                | 王老夫人 | 四十八寨之人 瀟湘派掌門未亡人 為救李晟而被沈天庶殺死。 | 林美玉   | 雷碧娜              | |
| 薛亦伦              | 花正隆   | 三春客舍掌櫃 芙蓉神掌 為救周翡而手中毒，斷掌求生 為紀雲沉等人斷後，啟動機關，穀倉全毀，其生死不明。 |          | 陳卓智              | |

### 特别出演
| 演員              | 角色   | 介紹 | 原版配音 | 香港配音（TVB） | 備註                                                                                      |
| 车晓 儿时：金家琦 | 李瑾容 | 四十八寨大当家 周翡的母亲，李徵的女儿，周以棠的妻子 破雪刀落在“無匹”，曾因父亲李徵之死和段九娘一起怒闯地煞山庄。李瑾容深陷丧父之痛和流亡之苦，直面伙伴和前辈义无反顾的牺牲，後被憐蜃下毒不省人事，周以棠隨至帶其給蓬萊之同明大师救治。                                                                        | 李世荣   | 陸惠玲          |                                                                                           |
| 耿乐              | 沈天庶 | 地煞山莊主人 蒼狼煞，與周翡於黑牢裡有一面之緣。地煞山莊主人，曾經是安平軍的一員，後叛離，狼子野心，想稱霸天下奪江山，奪取海天一色裡的鑄鐵法，最後與周翡一戰被殺。 | 范哲琛   | 陳欣            | 原著中為沈天枢、身份為七大北斗之一（贪狼星），曹仲昆的手下 劇中改為沈天庶，身份改為地煞。 |
| 董璇              | 段九娘 | 关西枯荣手之一 爱慕李徵，“关西枯荣手”之“枯”，被李徵所救一见倾心，李徵死后疯癫半生，在華容時遇到周翡后把枯荣真气传给了她，并为护周翡逃走而被沈天庶殺害。 | 褚珺     | 鄭麗麗          |                                                                                           |
| 胡兵              | 李徵   | 四十八寨的老寨主 大侠南刀 周翡的外公，李瑾容的父亲 曾花二十年时间修补破雪刀残本，破雪刀落在“無鋒”，是南刀之集大成者，功力深厚，交友极广，挑起四十八寨大旗后更是举世闻名。脾气温厚，虚怀若谷。在梦境中指点过周翡刀法。“海天一色”的见证人之一。與霍家堡老家主霍長風有八拜之交，後主動接過段九娘一身纏絲毒而死。 | 張震     | 蘇強文          |                                                                                           |

### 其他演员
| 演員              | 角色       | 介紹 | 原版配音 | 香港配音（TVB） | 備註                       |
| 谭建昌            | 柳莊主     | 柳家莊莊主 |          | 盧國權          |                            |
| 王力              | 王麟       | 將軍 已故，僅有回憶戲份，死前託付謝允去尋找周以棠                                                                              |          | 葉振聲          | 原著中為梁紹，劇中改為王麟 |
| 冯武生            | 祝县令     | 華容縣令 祝寶山之父，段九娘姊姊的丈夫                                                                                          |          | 李錦綸          |                            |
| 徐浩耘            | 丁魁       | 四象山玄武主 喜怒無常，動手傷人毫無緣由 被殷沛利用，後被殷沛殺死。                                                             |          | 劉奕希          |                            |
| 刘永刚            | 林伯       | |          | 蕭徽勇          |                            |
| 刘泊霄            | 鄭羅生     | 四象山青龍主 陰險狡詐，為人卑鄙無恥，好色又怕死 因“海天一色”的秘密而覬覦山川劍，參與設計了殷聞嵐，死於紀云沉、殷沛和周翡之手。 |          | 翟耀輝          |                            |
| 沐炎              | 冯飞花     | 四象山白虎主 是非不分，死於殷沛之手。                                                                                          |          |                 |                            |
| 杨程铭            | 霍连涛     | 霍家堡现堡主 以腿法独步天下 因舉辦滅煞大會，被楚天瑜殺害。                                                                     | 張遙函   | 葉振聲          |                            |
| 王斌 青年：原若航 | 霍长风     | 霍家堡老堡主 被憐蜃下毒變得癡呆，後急火攻心之下去世。和南刀李徵是八拜之交。                                                    |          | 招世亮          |                            |
| 徐琳              | 朱莹       | 興南門主的女兒，朱晨的妹妹 後被童天仰殺害。                                                                                    |          | 成瑤孆          |                            |
| 李纯洱            | 灵雨       | 羽衣班大弟子 |          | 詹健兒          |                            |
| 王晶熙            | 凌波       | 羽衣班 | 呂瓊     | 成瑤孆          |                            |
| 杜岩              | 宋大娘     | 照顧段九娘 |          | 沈小蘭          |                            |
| 魏至强            | 张博林     | | 荆俊威   | 陳永信          |                            |
| 高壽              | 趙秋生     | |          | 盧國權          | 四十八寨長老之一           |
| 华晨龙            | 甲辰       | |          | 黃積權          |                            |
| 姚一奇            | 祝宝山     | 段九娘姐姐之遗孤，華容縣令之子                                                                                                 |          | 陳卓智          |                            |
| 刘丰硕            | 洪运       | 四十八寨弟子 |          | 黃積權          |                            |
| 张潇月            | 阿丹       | 四十八寨弟子 | 呂瓊     | 葉曉欣          |                            |
| 黎超              | 阿修       | |          |                 |                            |
| 李繁              | 红曲       | 憐蜃的手下 |          | 陳琴雲          |                            |
| 周宇轩            | 云枭       | |          |                 |                            |
| 裴伟涛            | 九龙叟     | |          | 林國雄          |                            |
| 冯瀑              | 陈俊夫     | 蓬萊散仙 謝允的師父之一 |          | 潘文柏          |                            |
| 王家军            | 林夫子     | 蓬萊散仙 謝允的師父之一 |          | 黃子敬          |                            |
| 白东风            | 小师叔     | 謝允的師父之一，用自身內力封存透骨青，以命換命。                                                                               |          | 陳永信          |                            |
| 刘国际            | 刘有良     | 謝允之護衛，守護「海天一色」，後被童天仰殺害。                                                                                 |          | 黃子敬          |                            |
| 朱忠进            | 王中官     | |          | 張錦江          |                            |
| 吴利华            | 大长老     | |          |                 |                            |
| 马大宝            | 吳小弟     | |          | 黃昕瑜          |                            |
| 常晋              | 刘勇       | |          |                 |                            |
| 赵亮              | 邹顺       | |          | 陳卓智          |                            |
| 沈鑫              | 八面婆婆   | |          | 雷碧娜          |                            |
| 盛梓航            | 小虎       | 大藥谷村民 |          | 林丹鳳          |                            |
| 杨宛翊            | 春姑       | |          |                 |                            |
| 郭凯              | 李瑾锋     | 周翡之舅舅，為救兒時周翡而被地煞殺死。                                                                                         |          | 李致林          |                            |
| 赵洪武            | 牛寨主     | |          |                 |                            |
| 方征宇            | 钱小六     | |          |                 |                            |
| 张敏              | 黄沈编     | |          |                 |                            |
| 李凯              | 王大       | |          |                 |                            |
| 姚鹏程            | 白能       | |          | 張方正          |                            |
| 杨斌              | 侯左       | |          | 李鎮然          |                            |
| 王骁              | 侯右       | |          | 鍾見麟          |                            |
| 王涛              | 魏武       | |          | 關令翹          |                            |
| 薛钰城            | 关申       | |          | 劉奕希          |                            |
| 王祟              | 庄毕       | |          |                 |                            |
| 蔡国隆            | 吴费       | 忠武将军 吴楚楚之父亲 |          | 招世亮          |                            |
| 井璐              | 吴夫人     | 吴范氏 吴楚楚之母亲 |          | 林元春          |                            |
| 朱翔              | 綦毋怀文   | 得到周翡、謝允給予的宿鐵法，成為後世的刀匠、冶金家。 本身原是自創的宿鐵刀的發明者。                                            |          | 劉奕希          |                            |
| 李小朋            | 木匠老李   | |          |                 |                            |
| 耿立树            | 赵将军     | |          |                 |                            |
| 张文涛            | 郭中丞     | |          |                 |                            |
| 徐国合            | 殷家管家   | |          | 招世亮          |                            |
| 滿亞力            | 罗医女     | |          | 詹健兒          |                            |
| 徐哲              | 顺风叟     | |          |                 |                            |
| 白锦程            | 孙先生     | |          |                 |                            |
| 卫羽              | 大药谷掌门 | |          | 陳永信          |                            |

## 水波紋信物
集齐以下五个信物，才能成功开启海天一色。
| 名稱         | 擁有人   |
| 金鐲子       | 四十八寨 |
| 慎獨印       | 霍家堡   |
| 長命鎖       | 忠武將軍 |
| 齊門掌門拂塵 | 齊門     |
| 山川劍鞘     | 山川劍   |

## 电视剧歌曲
| 曲序 | 曲目                       |                            | 作曲   | 编曲   | 演唱           |
| ---- | -------------------------- | -------------------------- | ------ | ------ | -------------- |
| 1.   | 《逐浪》（片头曲）         | 张靖怡                     | 刘炫豆 | 刘炫豆 | 尚雯婕         |
| 2.   | 《无华》（片尾曲）         | 张靖怡                     | 刘炫豆 | 刘炫豆 | 张靓颖、刘宇宁 |
| 3.   | 《熹微》（插曲）           | 张靖怡                     | 刘炫豆 | 刘炫豆 | 王一博         |
| 4.   | 《结》（插曲）             | 张靖怡                     | 刘炫豆 | 杨阔   | 胡夏           |
| 5.   | 《如翡》（插曲）           | 张靖怡                     | 刘炫豆 | 刘炫豆 | 王晰、赖美云   |
| 6.   | 《红尘莫欺我年少》（插曲） | 张靖怡                     | 刘炫豆 | 马原   | 希林娜依·高    |
| 7.   | 《采莲曲》（插曲）         | 改编自南北朝作品《采莲赋》 | 刘炫豆 | 刘炫豆 | 陈珏           |

## 評價
《有翡》的豆瓣評分5.7，其中給一星及五星評分的人數最多。有失客觀，但是評分的人數高達二十幾萬，從另一方面來说，很多人仍然喜歡它。到2021年2月17日，它的觀看次數超過51億。。

## 轶事
- 此剧演员赵丽颖、耿樂及車曉是继《加油吧实习生》後時隔五年再度合作。